# Durita Holm
Durita Holm (født 10. juni 1975) er en færøsk forfatter. Hun er opvokset i Sandur. Hendes forældre er Anna Katrin og Tórstein Holm.
Da hun var 21-år gammel rejste hun ud på have på en verdensomsejling med sit sejlskib Salka Valka. Rejsen varede i tre år. Undervejs, i Caribien, mødte hun nordmanden Erik Torjusen, der også var ude på æventyr med sin båd. Inden rejsen var færdig dannede de to par, og fik datteren Freya. Datteren var med ombord på resten af rejsen. Da rejsen omkring verden var slut startede hun at læse antropologi ved Oslo Universitet. Senere flyttede hun til en lille landsby i Andalusien i Spanien, hvor hun bor med sin mand og to døtre.
Durita Holm debuterede som forfatter i 1999 med en rejseskildring om de tre år hvor hun rejste rundt om jorden i Salka Valka. Bogen blev skrevet på færøsk og fik titlen Ferðin um bláu gongustjørnuna. Bogen er oversat til andre sprog, på dansk hedder den Rejsen om den blå planet. Efter at hun var flyttet til Andalusien udgav hun en rejseskildring om livet der. Bogen blev skrevet på færøsk og kaldes Á smølum andalusiskum gøtum. Den danske udgave kaldes På smalle andalusiske stier.
I 2013 udgav hun sin første roman, en krimi med titlen Offurmorðið. Offurmorðið er er den første færøsk krimi, der er skrevet af en kvinde.
I november 2014 udgav hun sin anden krimi, der har titlen Zapatista. Hovedpersonen i begge krimiromaner er den norske antropolog Alisa. Offurmorði foregår i Colombia i tyrefægtningmiljøer, Zapatista foregår i Mexiko. Begge krimier har fået positiv kritik på Færøerne.